# Jorge Henríquez Neira
Jorge Alexis Henríquez Neira (Santiago, Chile, 17 de junio de 1994) es un futbolista chileno. Juega de mediocampista en Cobresal de la Primera División de Chile.

## Trayectoria

### Audax Italiano
Se inició en las inferiores de Audax Italiano, donde fue figura en todas las categorías del equipo itálico. Su debut como profesional, se produjo el 29 de octubre de 2014, en la victoria por 4 a 1 de su equipo frente a Curicó Unido, como local en el Estadio Bicentenario La Florida,válido por la Copa Chile 2014-15.

## Estadísticas
| Club                      | Div.          | Temporada     | Liga  | Liga  | Copas nacionales | Copas nacionales | Torneos internacionales | Torneos internacionales | Total | Total |
| Club                      | Div.          | Temporada     | Part. | Goles | Part.            | Goles            | Part.                   | Goles                   | Part. | Goles |
| ------------------------- | ------------- | ------------- | ----- | ----- | ---------------- | ---------------- | ----------------------- | ----------------------- | ----- | ----- |
| Audax Italiano II · Chile | 3.ª           | 2013          | 3     | 0     | —                | —                | —                       | —                       | 3     | 0     |
| Audax Italiano II · Chile | Total club    | Total club    | 3     | 0     | 0                | 0                | 0                       | 0                       | 3     | 0     |
| Audax Italiano · Chile    | 1.ª           | 2014-15       | 3     | 0     | 2                | 0                | —                       | —                       | 5     | 0     |
| Audax Italiano · Chile    | 1.ª           | 2015-16       | —     | —     | 1                | 0                | —                       | —                       | 1     | 0     |
| San Marcos · Chile        | 2.ª           | 2016-17       | 19    | 1     | —                | —                | —                       | —                       | 19    | 1     |
| San Marcos · Chile        | Total club    | Total club    | 19    | 1     | 0                | 0                | 0                       | 0                       | 19    | 1     |
| Audax Italiano · Chile    | 1.ª           | 2017          | 5     | 0     | 2                | 0                | —                       | —                       | 7     | 0     |
| Barnechea · Chile         | 2.ª           | 2018          | 12    | 4     | 10               | 1                | —                       | —                       | 22    | 5     |
| Barnechea · Chile         | Total club    | Total club    | 12    | 4     | 10               | 1                | 0                       | 0                       | 22    | 5     |
| Audax Italiano · Chile    | 1.ª           | 2019          | 20    | 3     | 6                | 1                | —                       | —                       | 26    | 4     |
| Audax Italiano · Chile    | 1.ª           | 2020          | 26    | 3     | —                | —                | 4                       | 0                       | 30    | 3     |
| Audax Italiano · Chile    | 1.ª           | 2021          | 26    | 0     | 1                | 0                | —                       | —                       | 27    | 0     |
| Audax Italiano · Chile    | 1.ª           | 2022          | 18    | 4     | 3                | 1                | 2                       | 1                       | 23    | 6     |
| Audax Italiano · Chile    | Total club    | Total club    | 98    | 10    | 15               | 2                | 6                       | 1                       | 119   | 13    |
| Ñublense · Chile          | 1.ª           | 2023          | 14    | 1     | 1                | 0                | 6                       | 1                       | 21    | 2     |
| Ñublense · Chile          | Total club    | Total club    | 14    | 1     | 1                | 0                | 6                       | 1                       | 21    | 2     |
| Curicó Unido · Chile      | 1.ª           | 2023          | 2     | 0     | —                | —                | —                       | —                       | 2     | 0     |
| Curicó Unido · Chile      | Total club    | Total club    | 2     | 0     | 0                | 0                | 0                       | 0                       | 2     | 0     |
| Coquimbo Unido · Chile    | 1.ª           | 2024          | 9     | 2     | 5                | 0                |                         |                         | 14    | 2     |
| Coquimbo Unido · Chile    | Total club    | Total club    | 8     | 2     | 5                | 0                | 1                       | 0                       | 15    | 2     |
| Total carrera             | Total carrera | Total carrera | 157   | 18    | 31               | 3                | 13                      | 2                       | 201   | 23    |
| 1. 2. 3.                  |               |               |       |       |                  |                  |                         |                         |       |       |